# Ровно
Ро́вно (укр. Рівне) — город на западе Украины. Административный центр Ровненской области, Ровненского района и Ровненской городской общины. Центр Ровненской агломерации. Расположен на реке Устье.

## Название

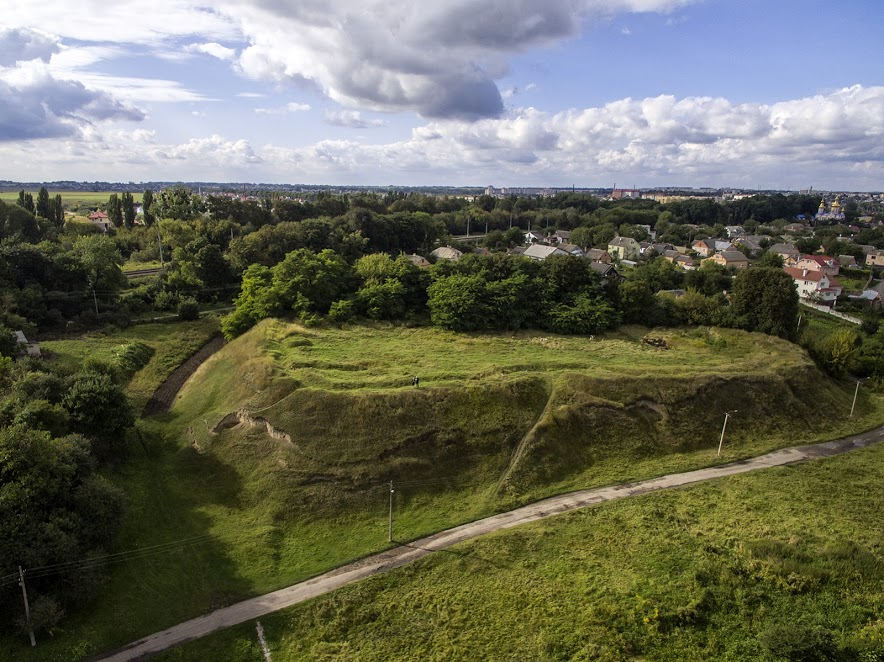
Басовкутское городище

Существует несколько версий происхождения названия города. По одной из них, название происходит из-за размещения города на ровной местности. По другой версии, название происходит от слова «ров», из-за наличия у поселения мощнейших оборонных рвов.
Существует ещё несколько версий, связанных с князьями Острожскими: это они отстроили город, потому что тут заканчивались их владения («ровно до этого города»); у князей вместе с этим городом было «ровно сто городов»; имения князей располагались «ровно этой местностью». Но эти версии выглядят сомнительно, так как город перешёл в собственность Острожских только в 1518 году.

### Особенности передачи названия на русский язык
После «приведения названия города в соответствие правилам украинского правописания» и записи его как Рівне постановлением Верховного Совета УССР от 11 июня 1991 года возникло расхождение с его традиционным русским названием.
Ввиду близкого родства украинского и русского языков топонимы Украины передаются на русский язык в транскрипции, которая может быть частичной или полной (с заменой суффиксов и окончаний или заменой соотносимых звуков в корне). Для названий типа Рівне, имеющих единый с русским корень слова и точное соответствие по смыслу, применяется замена соотносимых звуков, при которой корневая буква і соответствует русскому о, а окончание прилагательного -е заменяется русским -ое. В результате должно было бы получиться название «Ровное»; название же «Ровно» с этой точки зрения — передача украинского наречия «рівно».
Вариант «Ривне» представляет собой полную транскрипцию с украинского оригинала (с учётом правила, по которому буква е после согласных передаётся русской буквой е). Такая транскрипция, обычно применяемая для названий, где нет точного соответствия корня с русским языком, используется в официальных переводах на русский язык документов президента Украины и Кабинета Министров Украины.
Несмотря на это, в русском языке в основном используется традиционное название «Ровно». В правилах русского правописания название «Ровно» не склоняется по падежам.

## История

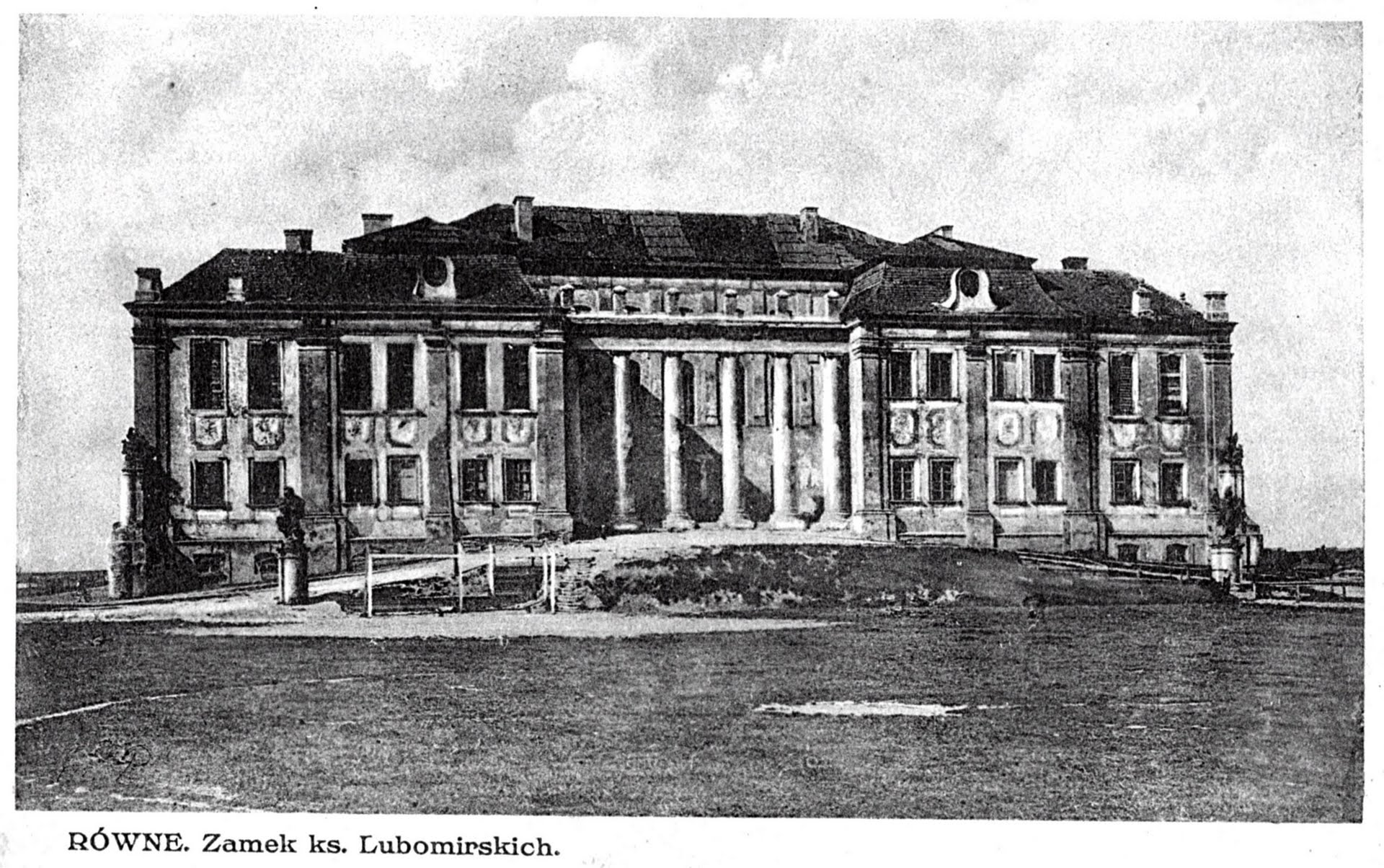
Дворец Любомирских XIX ст.

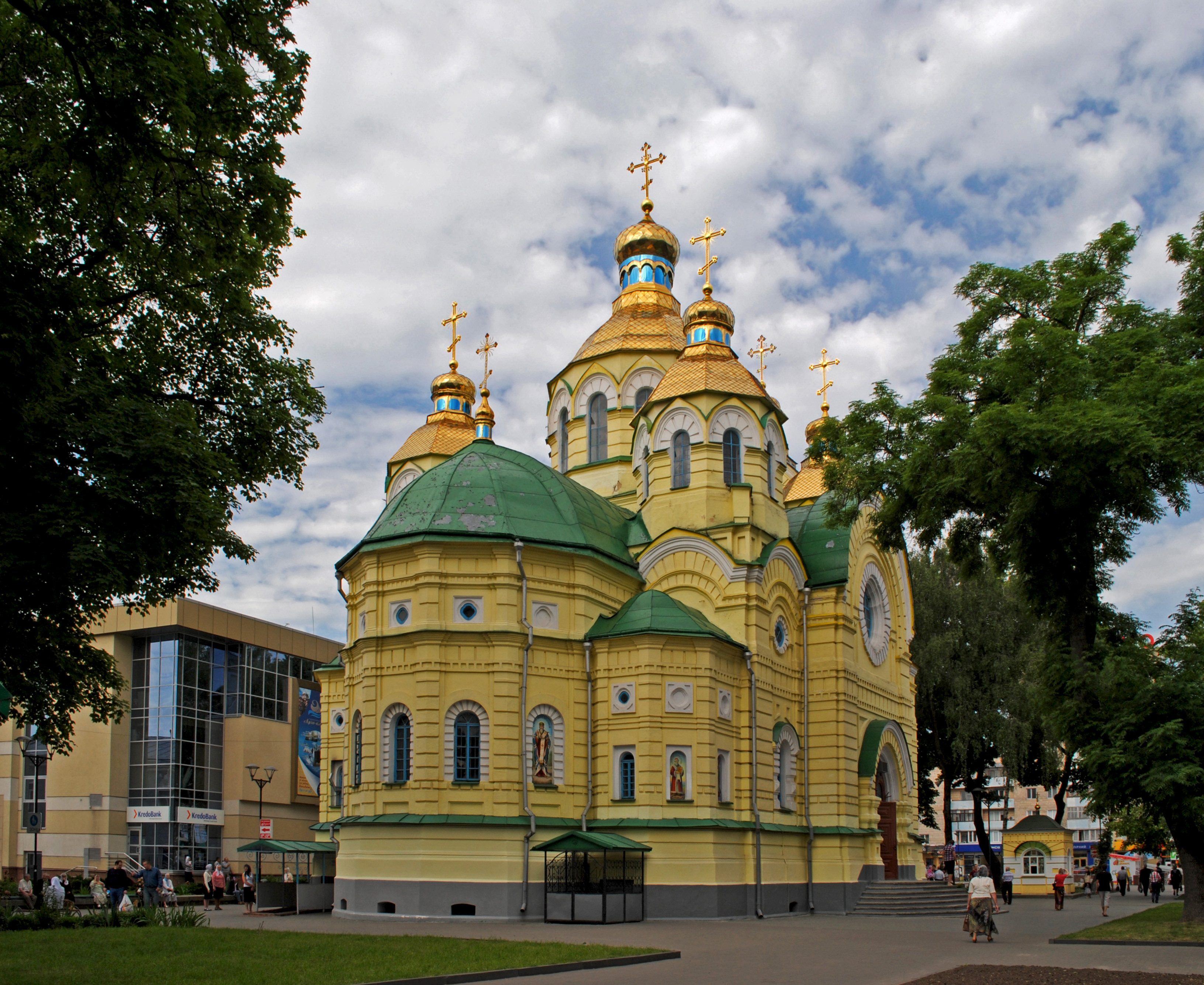
Воскресенский собор, конец XIX ст.

В черте города расположено Басовкутское городище, жизнь на котором, согласно данным археологов, продолжалась на протяжении XI—XII веков.
Первое известное письменное упоминание о Ровно как об одном из населённых пунктов Галицко-Волынского княжества датировано 1283 годом. Это запись на латыни в польской хронике «Rocznik kapituły krakowskiej». Регулярно фигурирует в исторических источниках с XV века.
Со второй половины XIV века город входил в Великое княжество Литовское. В 1492 году во время правления великого князя литовского и короля польского Казимира IV Ягеллона город получил Магдебургское право.
С 1518 по 1621 год находился в собственности князей Острожских. C 1569 года город отошёл от ВКЛ к Польше.
В 1667 году в результате Андрусовского соглашения Ровно остался под властью Речи Посполитой. В том же году в городе была эпидемия чумы, в 1691 году его опустошил сильный пожар.
В 1703 году в ходе Северной войны город был занят войсками Карла XII. В XVII—XVIII веках город находился во владении различных польских магнатов, с 1723 года — во владении шляхтичей Любомирских. Развитие города в большой мере обязано семье Любомирских, при них он стал центром их владений на Волыни. Любомирские в течение 200 лет проживали в своей резиденции — местном замке, который был перестроен для них в стиле рококо.
В 1792 году Любомирских в их замке посетил Тадеуш Костюшко.
В 1795 году город отошёл к Российской империи, получив статус уездного города.
В период Первой мировой войны Ровенское направление стало ареной боевых действий.
С 1921 по 1939 год находился в составе Польши в качестве уездного центра Волынского воеводства.

### Вторая мировая война
В результате Польского похода Красной Армии в период с 17 сентября по 5 октября 1939 года и последующего воссоединения Западной Украины с УССР город Ровно получил статус областного центра новообразованной Ровенской области, которая вошла в состав Украинской ССР, одной из союзных республик Союза Советских Социалистических Республик (СССР).
28 июня 1941 года город Ровно был захвачен войсками Третьего рейха; с 20 августа 1941 до 2 февраля 1944 года был столицей Рейхскомиссариата Украина.

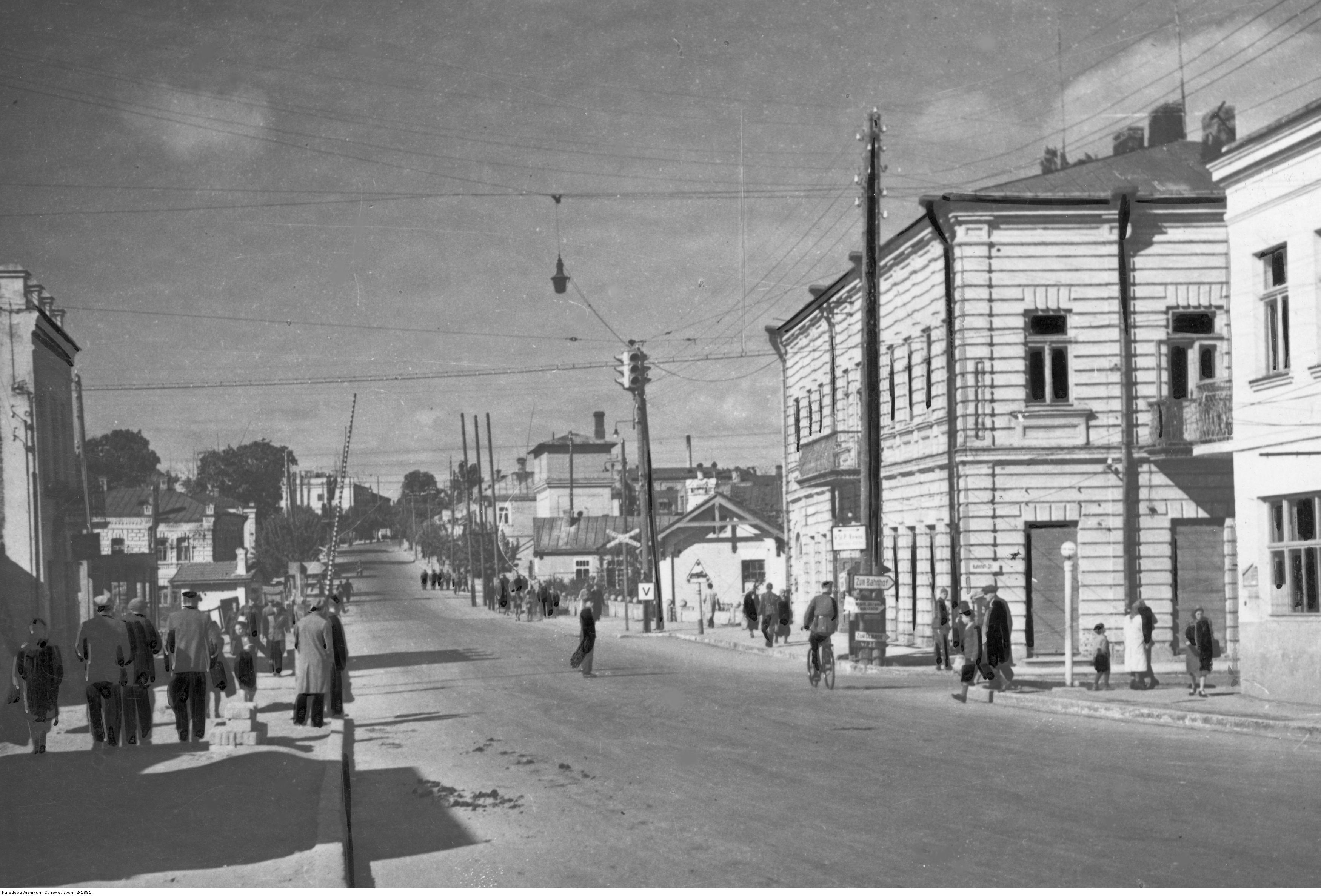
Городская улица, 1941 год

В начале нацистской оккупации половину населения города составляли евреи. 6—8 ноября 1941 года 23 000 евреев были расстреляны в лесу Сосенки. Оставшиеся 5000 человек были согнаны в гетто и уничтожены в июле 1942 года.
В 1942—1944 годах в окрестностях города действовал советский партизанский разведывательно-диверсионный отряд «Победители» под командованием Героя Советского Союза Д. Н. Медведева. В составе отряда действовал советский разведчик Николай Кузнецов.
Во время Волынской резни город стал местом, где укрывалось до 30 тысяч польских беженцев из деревень, уничтоженных УПА. Немцы депортировали более 20 тысяч из них на принудительные работы в Третий рейх. В городе действовала польская подпольная ячейка Армии Крайовой, члены которой в 1944 году вошли в состав 27-й Волынской пехотной дивизии.
2 февраля 1944 года город Ровно был освобождён от немецко-нацистской оккупации частями 1-го Украинского фронта Красной армии в ходе наступательной Ровно-Луцкой операции, проведённой с целью охвата левого крыла германской группы армий «Юг» и создания условий для нанесения удара по её тылу, соединениями под командованием генерала армии Н. Ф. Ватутина:
- 13-я армия в составе:
  - 6-й гвардейский кавалерийский корпус (генерал-лейтенант С. В. Соколов) в составе:
    - 8-я гвардейская кавалерийская дивизия (генерал-майор Д. Н. Павлов);
    - 13-я гвардейская кавалерийская дивизия (генерал-майор П. И. Зубов)

  - 76-й стрелковый корпус (генерал-лейтенант М. И. Слухов) в составе:
    - 121-я гвардейская стрелковая дивизия (генерал-майор Л. Д. Червоний);
    - 6-я гвардейская стрелковая дивизия (генерал-майор Д. П. Онуприенко);
    - часть войск 112-й стрелковой дивизии (полковник А. В. Гладков);

  - 24-й стрелковый корпус (генерал-лейтенант Н. И. Кирюхин);
  - 7-я штурмовая инженерно-сапёрная бригада (полковник М. Д. Бараш).

В освобождении города участвовали также соединения № 1 и № 2 партизанских отрядов Ровенской области (командиры В. А. Бегма и И. Ф. Фёдоров).
Войскам, участвовавшим в освобождении Ровно и других городов, приказом Верховного главнокомандующего И. В. Сталина от 5 февраля 1944 года объявлена благодарность и в Москве дан салют 20 артиллерийскими залпами из 224 орудий. Приказом Верховного главнокомандующего от 17 февраля 1944 года № 022 в ознаменование одержанной победы соединения и части, отличившиеся в боях за освобождение города Ровно, получили почётное наименование «Ровенских»:
- 6-я гвардейская стрелковая дивизия (генерал-майор Д. П. Онуприенко)
- 8-я гвардейская кавалерийская дивизия (генерал-майор Д. Н. Павлов)
- 13-я гвардейская кавалерийская дивизия (генерал-майор П. И. Зубов)
- 7-я штурмовая инженерно-сапёрная бригада (полковник М. Д. Бараш)
- 19-й гвардейский пушечный артиллерийский полк (подполковник Е. Ф. Кулак)
- 975-й зенитный артиллерийский полк (подполковник П. И. Смагин)[19][20].

В ночь с 6 на 7 марта город атаковал отряд УПА, повстанцы сожгли в пригородах местный военкомат.

### Послевоенный период
В послевоенный период город быстро восстанавливался, строился. Развивались наука и культура. Открытый в 1940 году «Учительский институт», был воссоздан, переименован и в 1953 году вновь открылся как Ровенский педагогический институт. В 1955 году открылся Ровенский городской Дом культуры. В 1959 году в Ровно был переведён Киевский инженерно-мелиоративный институт, впоследствии переименованный в Украинский институт инженеров водного хозяйства. В 1960 году было построено новое здание Ровенского областного музыкально-драматического театра.
В 1968 году на улице Белой, на самом крупном месте расстрелов, был открыт Мемориал жертвам нацизма. 6 июня 2012 года произошёл антисемитский инцидент, и мемориал был осквернён хулиганами.
В период 1960—1970 годов создавались новые государственные промышленные предприятия. В 1963 году был открыт крупнейший в Европе Ровенский льнокомбинат. В 1969 году начал свою деятельность Ровенский завод минеральных удобрений. 22 ноября 1970 года была введена в эксплуатацию первая очередь Ровенского завода автотракторных запчастей.
В 1977 году здесь были построены новый аэровокзал на 300 мест и комплекс зданий автотранспортного техникума.
С 1991 года Ровно — центр Ровненской области в составе Украины.
|                      |                  |                        |                   |                |
| Костёл Петра и Павла | Покровский собор | Памятник Уласу Самчуку | Успенская церковь | Соборная улица |

## Население
Численность постоянного населения города на начало 2025 года составила 241 тыс. человек.
| Год  | Численность | Численность |
| ---- | ----------- | ----------- |
| 2015 | 249 477     | [ 27 ]      |
| 2018 | 246 574     | [ 28 ]      |
| 2019 | 246 535     | [ 29 ]      |
| 2020 | 245 272     | [ 30 ]      |
| 2021 | 245 289     | [ 31 ]      |
| 2022 | 243 873     |             |

Историческая динамика населения Ровно:
| Год  | Численность |
| ---- | ----------- |
| 1858 | 5054        |
| 1897 | 24 573      |
| 1921 | 30 000      |
| 1939 | 43 000      |
| 1959 | 59 598      |
| 1967 | 100 000     |
| 1970 | 115 541     |
| 1979 | 178 956     |
| 1989 | 227 925     |
| 2001 | 248 813     |
| 2007 | 248 229     |
| 2012 | 250 174     |
| 2020 | 245 272     |
| 2021 | 245 289     |
| 2022 | 243 873     |

### Национальный состав
Историческая динамика национального состава населения по данным переписей:
|          | 1897   | 1959   | 1989   | 2001   |
| украинцы | 16,6 % | 66,7 % | 84,2 % | 91,6 % |
| русские  | 17,4 % | 26,0 % | 13,1 % | 6,8 %  |
| белорусы | 0,1 %  | 1,6 %  | 1,0 %  | 0,6 %  |
| поляки   | 6,8 %  | 1,8 %  | 0,5 %  | 0,4 %  |
| евреи    | 55,8 % | 2,3 %  | 0,5 %  | 0,2 %  |

### Языковой состав
Родной язык населения по данным переписи 2001 года:
| Язык       | Численность, чел. | Доля     |
| ---------- | ----------------- | -------- |
| Украинский | 225 899           | 92,08 %  |
| Русский    | 18 346            | 7,48 %   |
| Другое     | 1 078             | 0,44 %   |
| Итого      | 245 323           | 100,00 % |

Украинский язык является основным и единственным официальным языком города.
Вторжение России на Украину спровоцировало новую волну украинизации в городе, всё больше людей предпочитают говорить на украинском языке. Согласно опросу, проведённому Международным республиканским институтом в апреле—мае 2023 года, дома на украинском языке разговаривали 96 % населения города, на русском — 3 %.
Согласно опросу, проведённому Международным республиканским институтом в апреле-мае 2024 года, на украинском языке дома разговаривали 99 % населения города, на русском — 4 % (в отличие от опроса 2023 года был разрешён выбор нескольких вариантов).
По данным Государственной службы статистики Украины в 2023/24 учебном году все 164 344 учащихся в учреждениях общего среднего образования в Ровненской области обучались в украиноязычных классах.

## География

### Климат
Климат города умеренно континентальный. Максимального значения за историю наблюдений (36,4 °C) температура воздуха в городе достигла в сентябре 2015 года. Абсолютный минимум температуры января был зафиксирован в 1987 году, когда воздух остыл до −34,5 °C.
| Показатель                    | Янв.  | Фев.  | Март  | Апр.  | Май  | Июнь | Июль | Авг. | Сен. | Окт. | Нояб. | Дек.  | Год   |
| ----------------------------- | ----- | ----- | ----- | ----- | ---- | ---- | ---- | ---- | ---- | ---- | ----- | ----- | ----- |
| Абсолютный максимум, °C       | 11,2  | 16,7  | 23,0  | 30,4  | 33,0 | 33,1 | 35,3 | 35,5 | 36,4 | 25,8 | 20,7  | 14,3  | 36,4  |
| Средний суточный максимум, °C | −1    | 0,2   | 5,4   | 13,7  | 20,0 | 22,4 | 24,4 | 23,9 | 18,4 | 12,3 | 4,9   | 0,1   | 12,1  |
| Средняя температура, °C       | −3,5  | −3    | 1,4   | 8,3   | 14,3 | 16,8 | 18,9 | 18,1 | 13,2 | 7,8  | 2,1   | −2,1  | 7,7   |
| Средний суточный минимум, °C  | −6    | −5,7  | −2    | 3,4   | 8,8  | 11,7 | 13,5 | 12,7 | 8,5  | 4,1  | −0,4  | −4,6  | 3,7   |
| Абсолютный минимум, °C        | −34,5 | −32,6 | −26,3 | −11,5 | −3,3 | 1,0  | 5,7  | 3,4  | −3,5 | −10  | −19   | −24,8 | −34,5 |
| Норма осадков, мм             | 25    | 27    | 31    | 37    | 60   | 81   | 98   | 59   | 54   | 42   | 35    | 35    | 584   |
| Источник: Погода и климат     |       |       |       |       |      |      |      |      |      |      |       |       |       |

| Показатель                    | Янв. | Фев. | Март | Апр. | Май  | Июнь | Июль | Авг. | Сен. | Окт. | Нояб. | Дек. | Год   |
| ----------------------------- | ---- | ---- | ---- | ---- | ---- | ---- | ---- | ---- | ---- | ---- | ----- | ---- | ----- |
| Средний суточный максимум, °C | −1,5 | 0,4  | 6,9  | 15,0 | 20,3 | 24,6 | 26,0 | 26,0 | 20,5 | 13,4 | 6,1   | 1,3  | 13,3  |
| Средняя температура, °C       | −3,6 | −2,4 | 2,8  | 9,4  | 14,7 | 18,9 | 20,2 | 19,7 | 14,8 | 9,0  | 3,7   | −0,6 | 8,9   |
| Средний суточный минимум, °C  | −5,7 | −5,2 | −1,4 | 3,8  | 9,1  | 13,3 | 14,4 | 13,3 | 9,2  | 4,5  | 1,4   | −2,5 | 4,5   |
| Норма осадков, мм             | 34,6 | 30,6 | 33,8 | 30,4 | 69,5 | 70,1 | 64,3 | 63,8 | 51,7 | 36,0 | 28,9  | 50,8 | 564,5 |
| Источник: WeatherOnline       |      |      |      |      |      |      |      |      |      |      |       |      |       |

## Экономика
В Ровно работают такие предприятия, как ПАО «Ровноазот», завод высоковольтной аппаратуры.
К предприятиям лёгкой промышленности принадлежат фабрики: швейная и нетканых материалов.
Работают предприятия строительного комплекса: комбинаты домостроительный и крупнопанельного домостроения, ПО «Ровножелезобетон», завод сухих строительных смесей «Адинол». Деревообрабатывающая промышленность представлена производственным объединением «Ровнодерев». Работает пивоваренный завод «Рівень».
Работает фабрика по обработке янтаря и изготовлению ювелирных изделий «Укрбурштин» (на территории Ровненской области имеются месторождения и идёт добыча янтаря).

## Транспорт

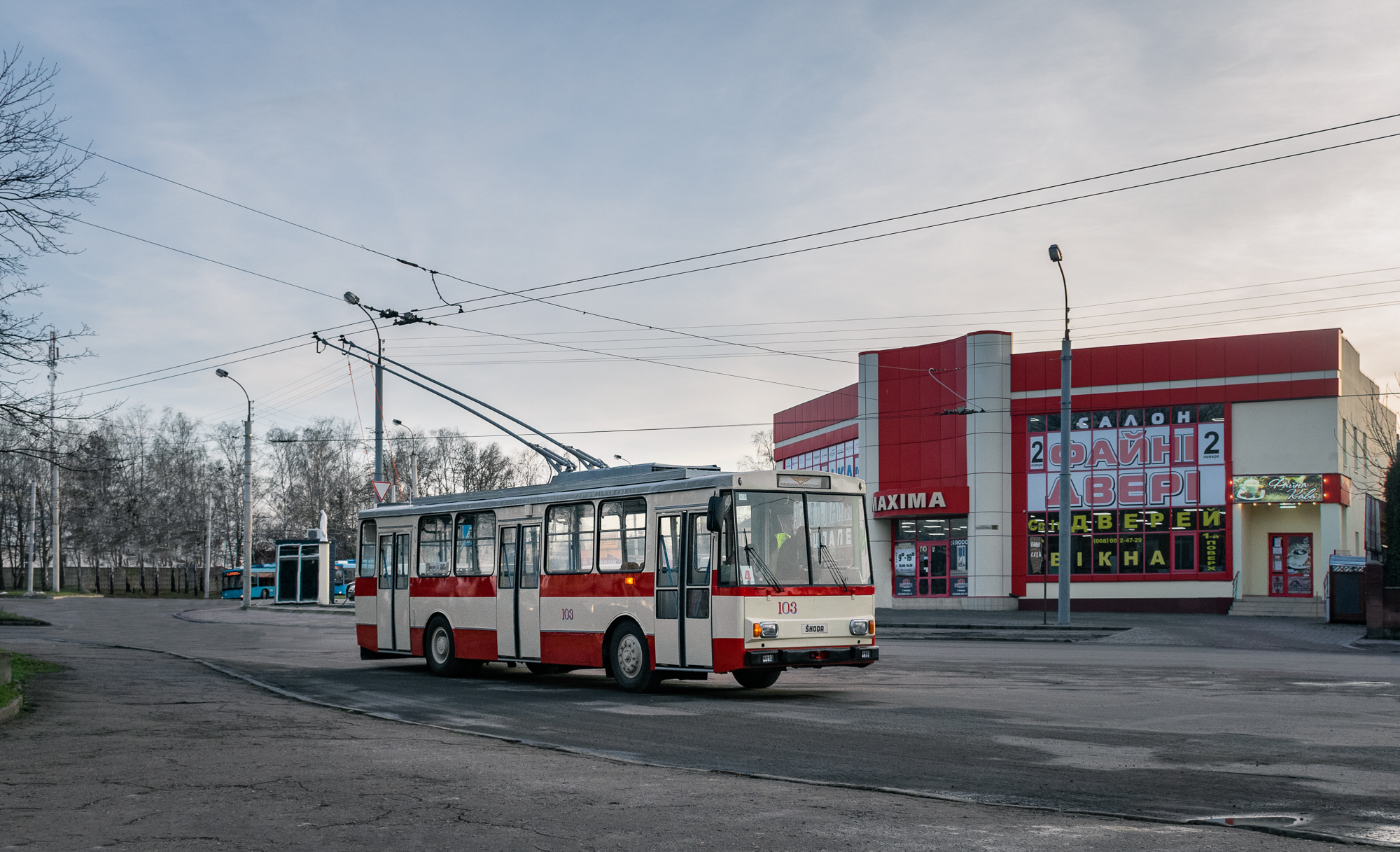
Ровенский троллейбус

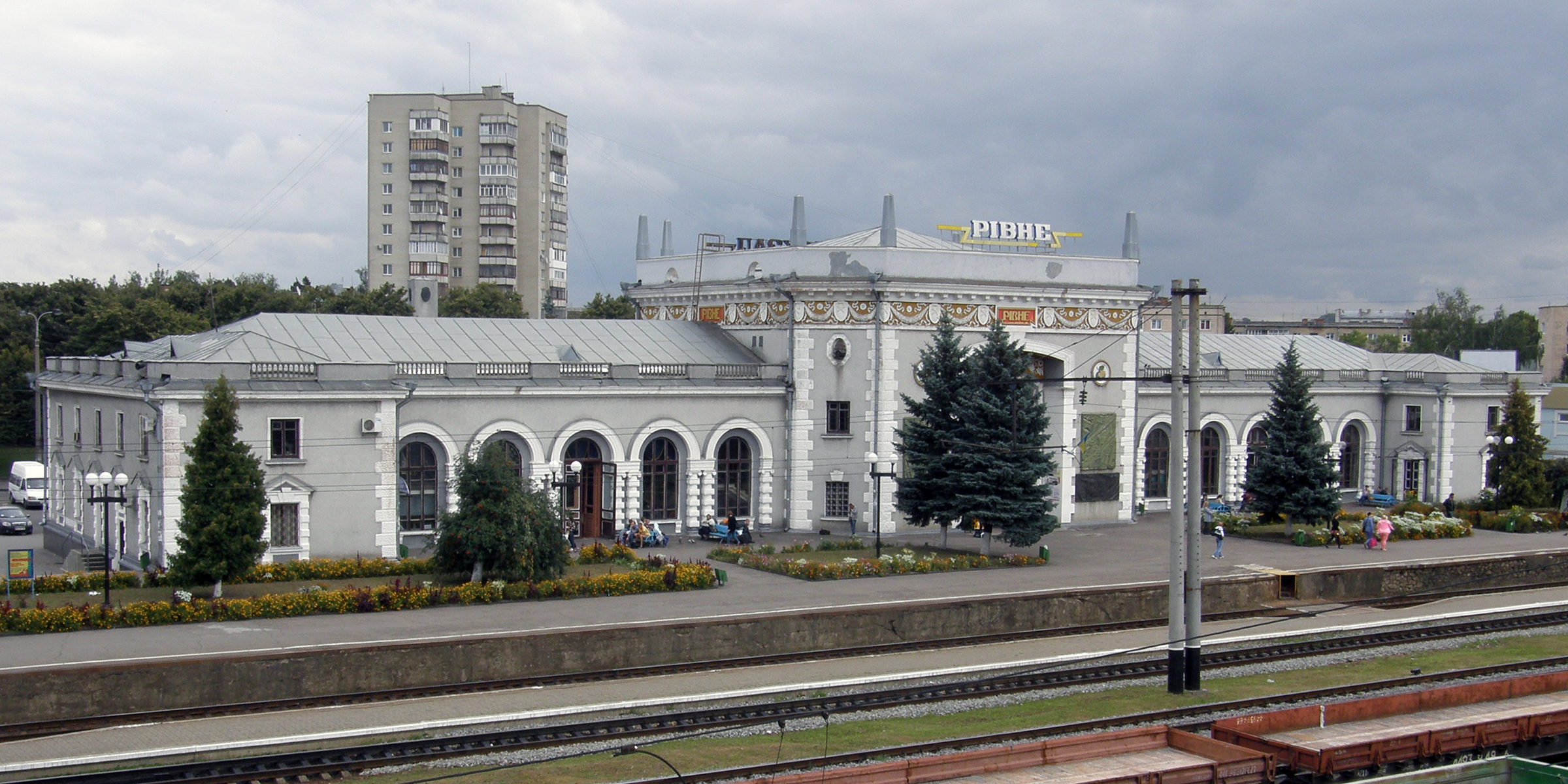
Железнодорожная станция

Ровенский троллейбус открыт 24 декабря 1974 года. В городе функционируют 12 маршрутов. В декабре 2016 года приобретён первый дуобус. В январе 2020 года в городе запустили первые 5 экоавтобусов.
Автобусное сообщение обеспечивают Центральный автовокзал города и автостанция «Чайка» (в основном осуществляются рейсы в Сарненском направлении). Городской аэропорт расположен в 8 км от центра Ровно, практически в черте города. Возле аэропорта проходят автомобильные магистрали (в том числе E40), что позволяет за считанные минуты добраться до железнодорожного вокзала, автовокзала и центра города.
Ровно — пассажирская и грузовая железнодорожная станция, подчиненная Ровенской дирекции Львовской железной дороги. Движение по ней было открыто 23 июля 1873 года. Станция Ровно расположена на линии Здолбунов — Ковель. На станции останавливаются все проходящие через неё поезда и пригородные поезда. До станции курсируют также региональные электропоезда из Киева и Львова и региональный поезд локомотивной тяги Ковель — Тернополь (через Луцк, Здолбунов — Красное).

## Образование

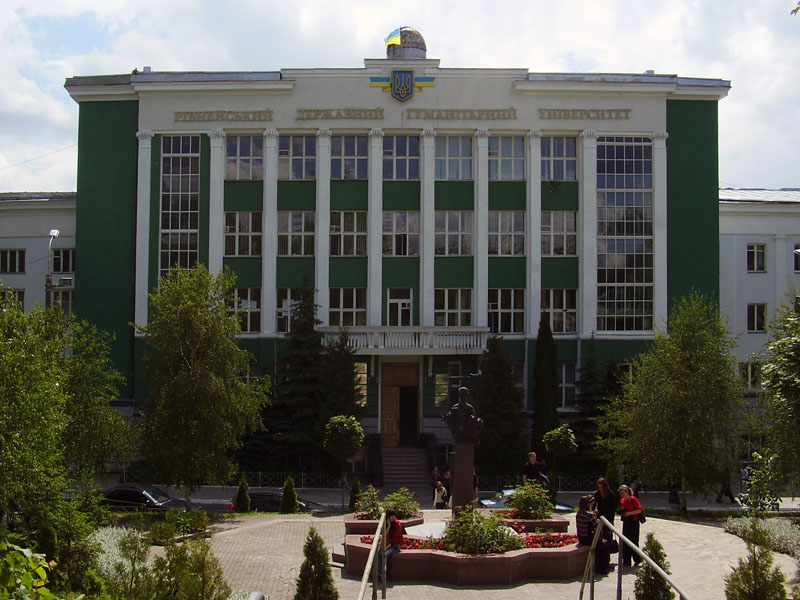
Ровенский государственный гуманитарный университет

Ровно имеет разветвленную систему образования, которая включает в себя сеть университетов, гимназий, колледжей, средних и высших школ, в том числе:
- Национальный университет водного хозяйства и природопользования
- Ровенский государственный гуманитарный университет
- Международный экономико-гуманитарный университет имени академика Степана Демьянчука
- Ровенский областной институт последипломного педагогического образования
- Ровенская духовная семинария
- Ровенский институт славяноведения Киевского университета славистики
- Ровенский государственный аграрный колледж

## Культура
Известны своими творческими успехами Ровенский областной музыкально-драматический театр, Ровенская филармония. В городе работает также кукольный театр, зоопарк, краеведческий музей, два кинотеатра: кинотеатр «Украина» (ранее — «Жовтень») и 3D-кинотеатр «Эра». В бывшем костёле Святого Антония находится Дом органной музыки. Центром культурного развития молодёжи города является Дворец детей и молодёжи, где действуют множество кружков и секций, охватывающих различные тематики от танцев до основ инженерии.
Ровенская писательская организация насчитывала свыше 30 человек прозаиков и поэтов; в разные годы возглавляли её Александр Богачук, Евгений Шморгун, Степан Бабий, Лидия Рыбенко.

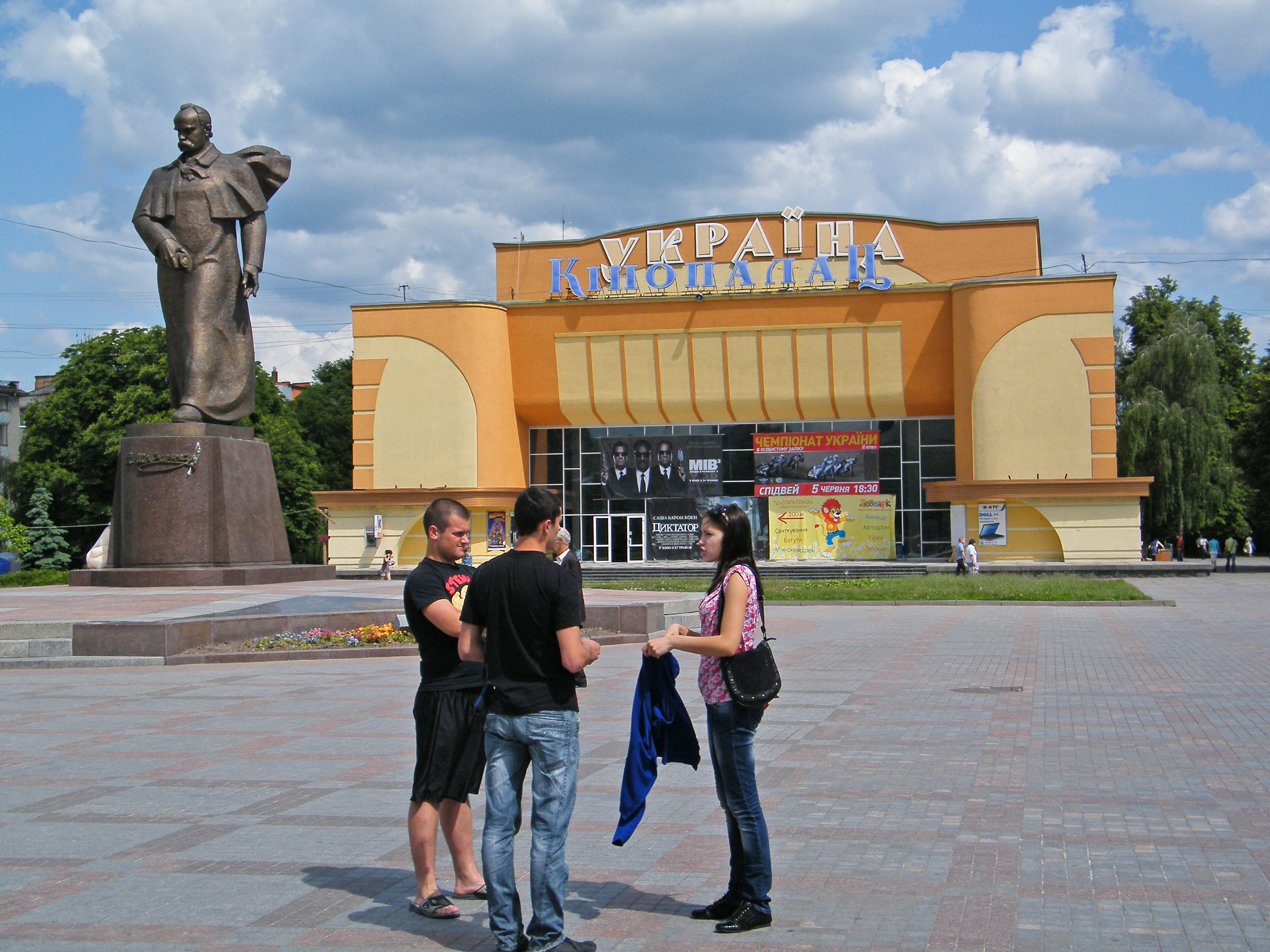
Дворец кино «Украина»
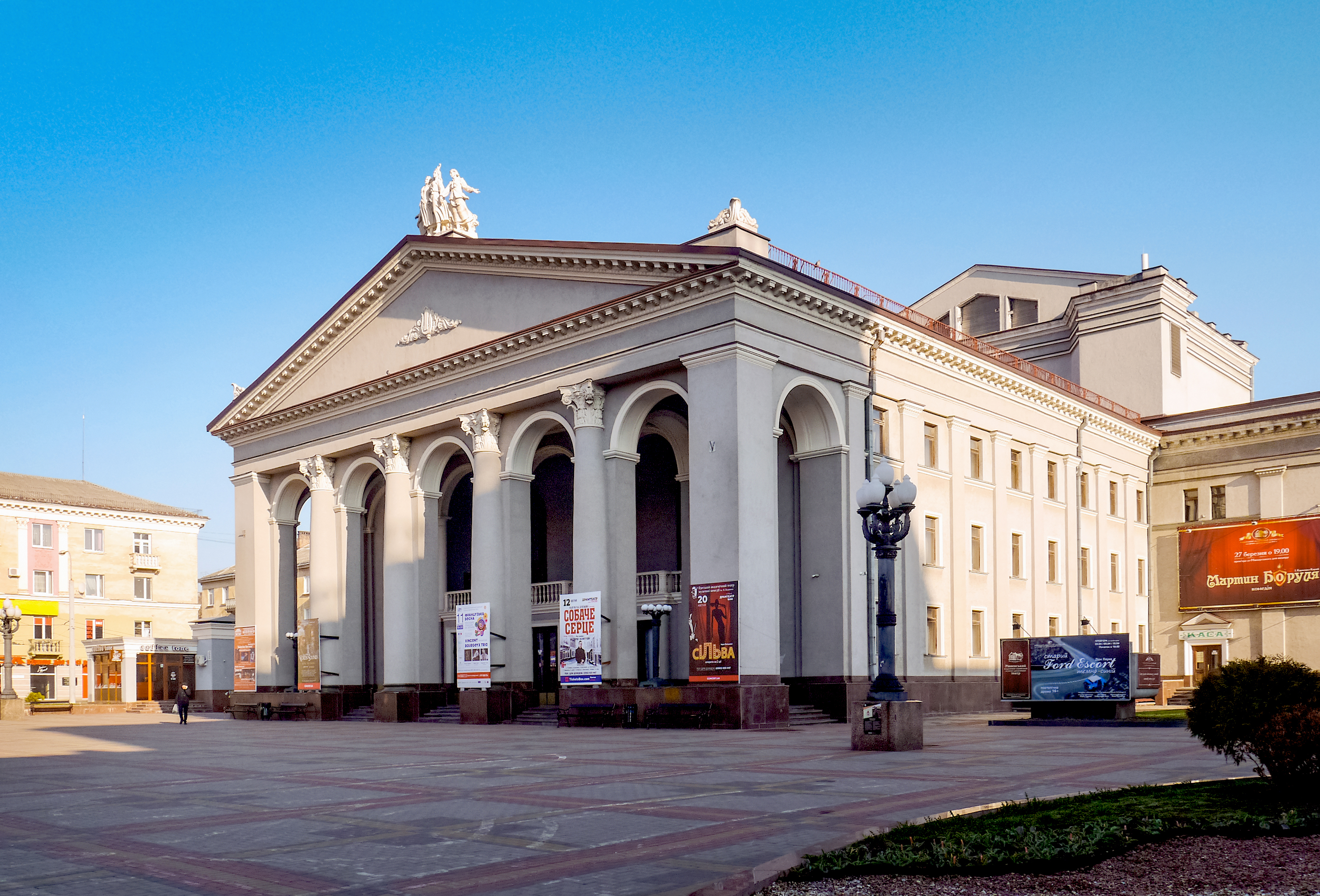
Областной музыкально-драматический театр
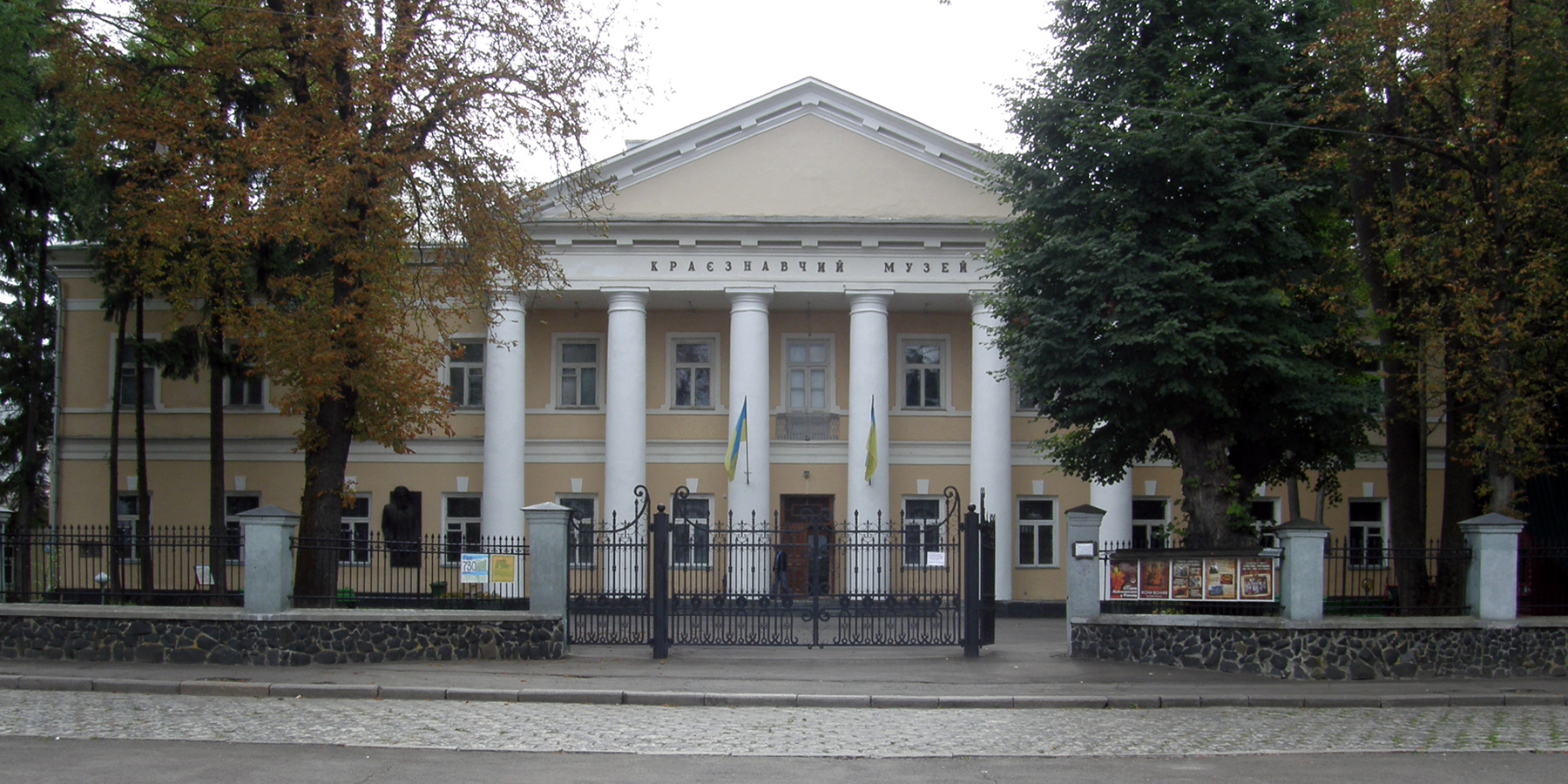
Краеведческий музей
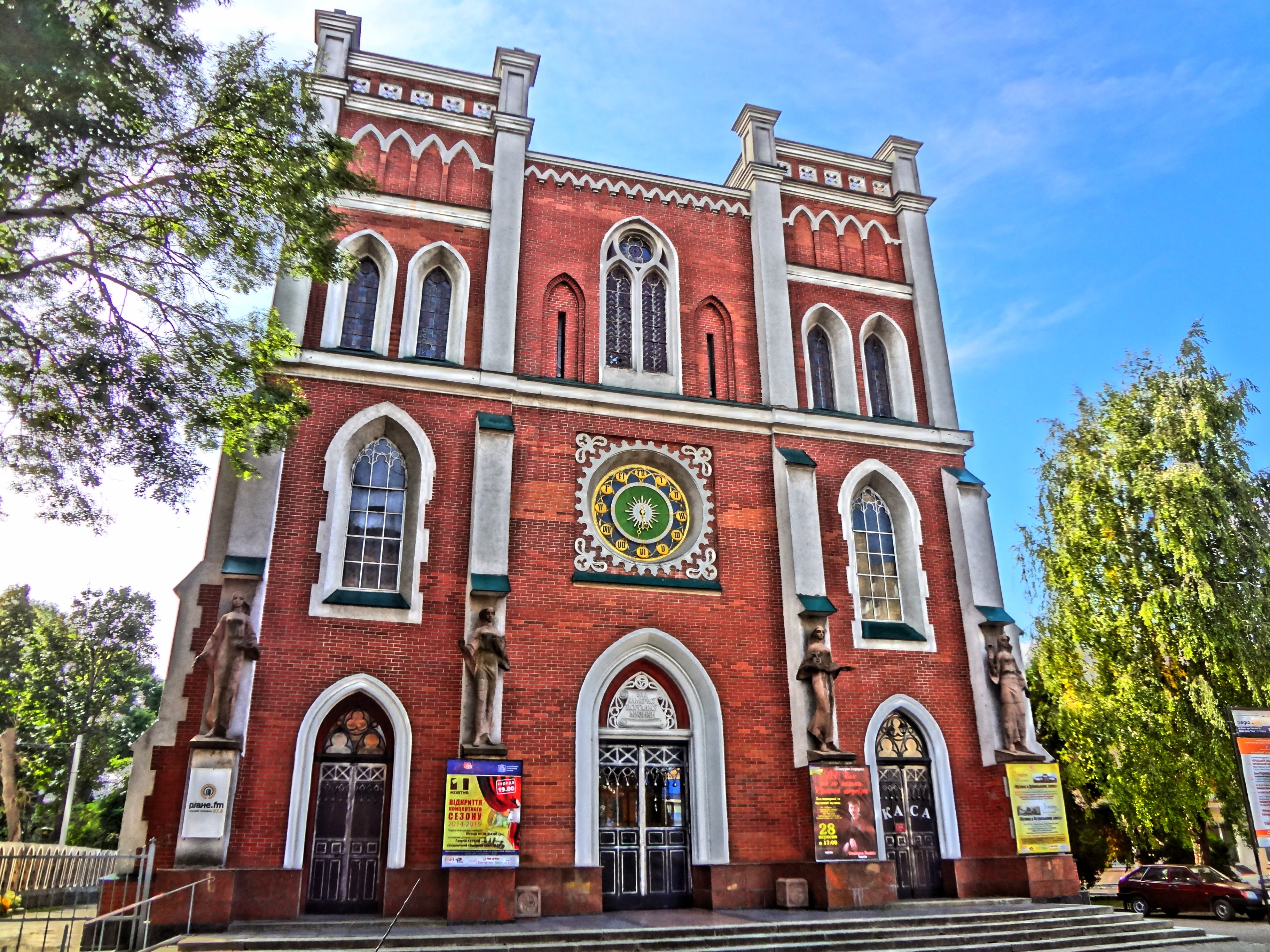
Костёл святого Антония (Органный зал)

## Спорт

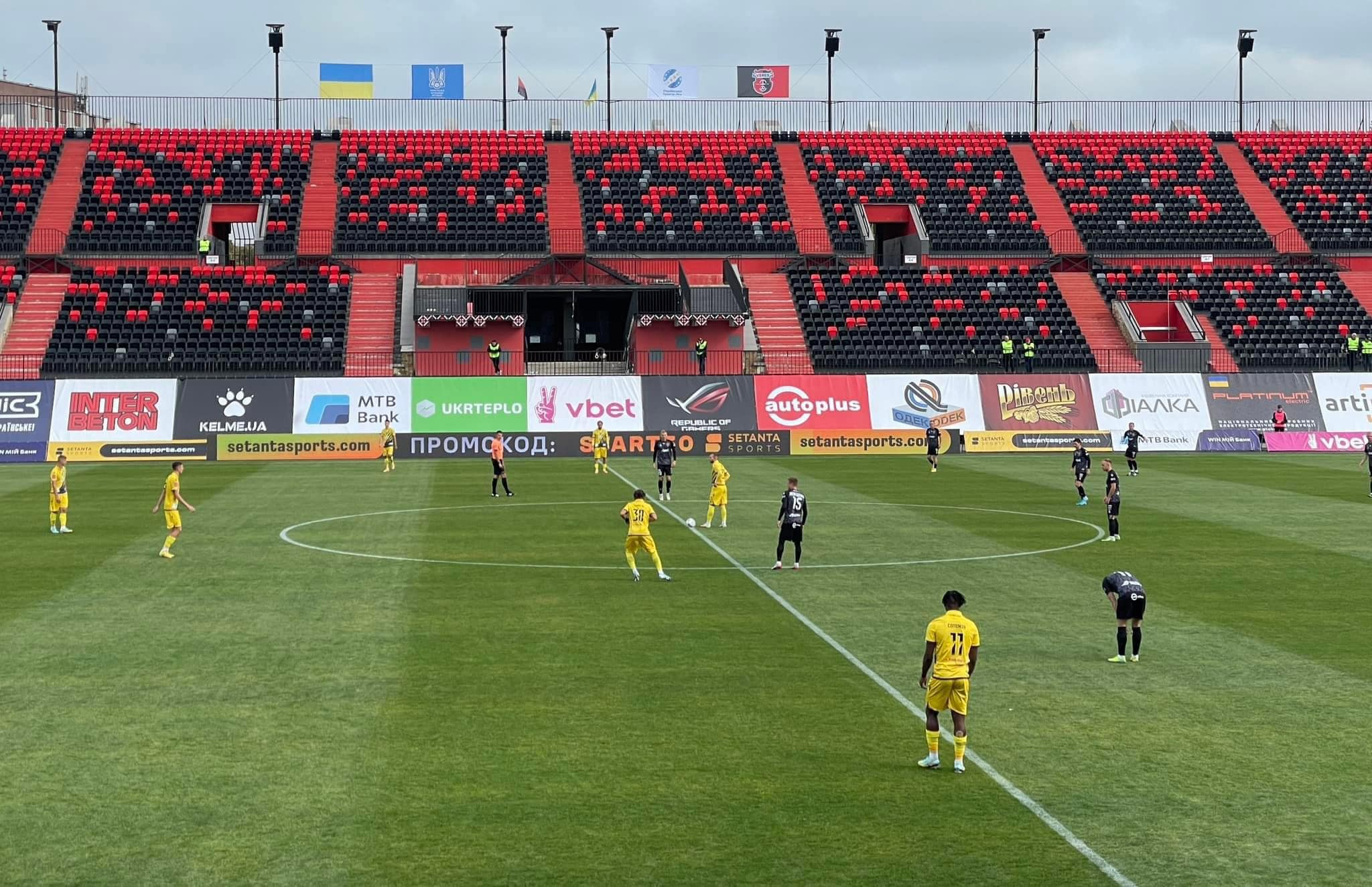
Многофункциональный спортивный стадион «Авангард»

Самыми популярными командными видами спорта среди горожан являются спидвей, футбол (ФК «Верес») и мини-футбол. Также здесь пользуются популярностью футзал (МФК «Кардинал-Ровно»), баскетбол (ранее БК-93 «Пульсар», с 2017 года БК «Ровно»), волейбол («Регина-МЕГУ»), регби (РК «Ровно»), бейсбол («Западный огонь»), хоккей (ХК «Фаворит»).
В 2011 году в Ровно проходил Чемпионат мира по шашкам среди женщин. В соревнованиях приняли участие спортсменки из Украины, Нидерландов, Белоруссии, Латвии, Китая, Литвы, Польши, США и Узбекистана. Спецификой соревнований было то, что участницы играли на современных электронных шашечных досках, что позволило транслировать соревнования в онлайн режиме.

## Парки и отдых
Парк Шевченко является памятником садово-паркового искусства государственного значения. Он основан в конце XVIII века, и сегодня возраст некоторых деревьев достигает 200 лет. Здесь насчитывается 150 видов деревьев и кустарников, многие из которых привезены издалека. Площадь парка — 32 га. В парке находится могила Олеко Дундича, которая является одновременно и памятником.
Вдоль течения городской реки Устье создано несколько водоёмов, на берегах которых разбиты зелёные зоны. Самая благоустроенная и интересная из них — Гидропарк, находящийся на месте бывшей усадьбы князей Любомирских.

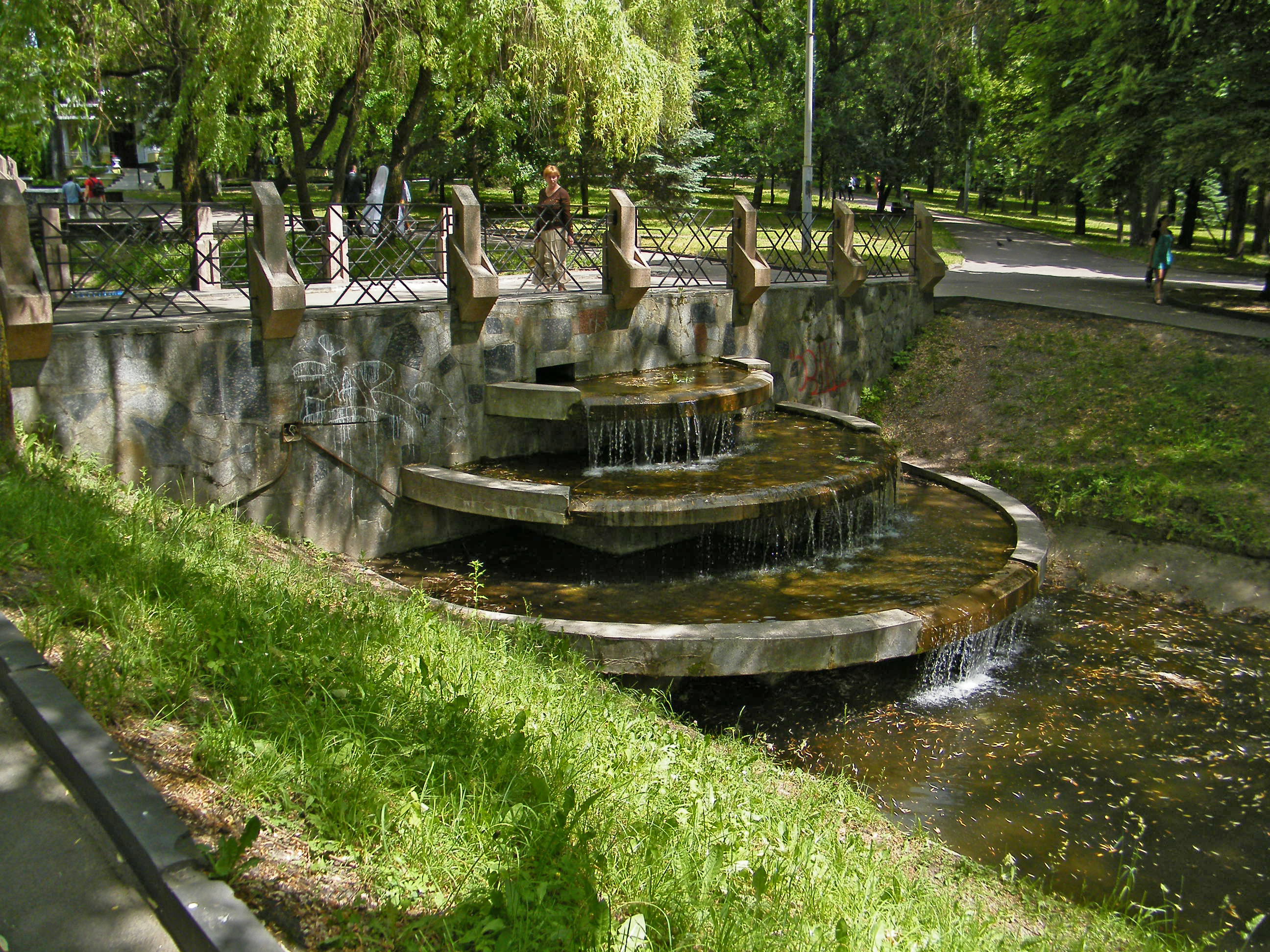
Водный каскад в парке Шевченко
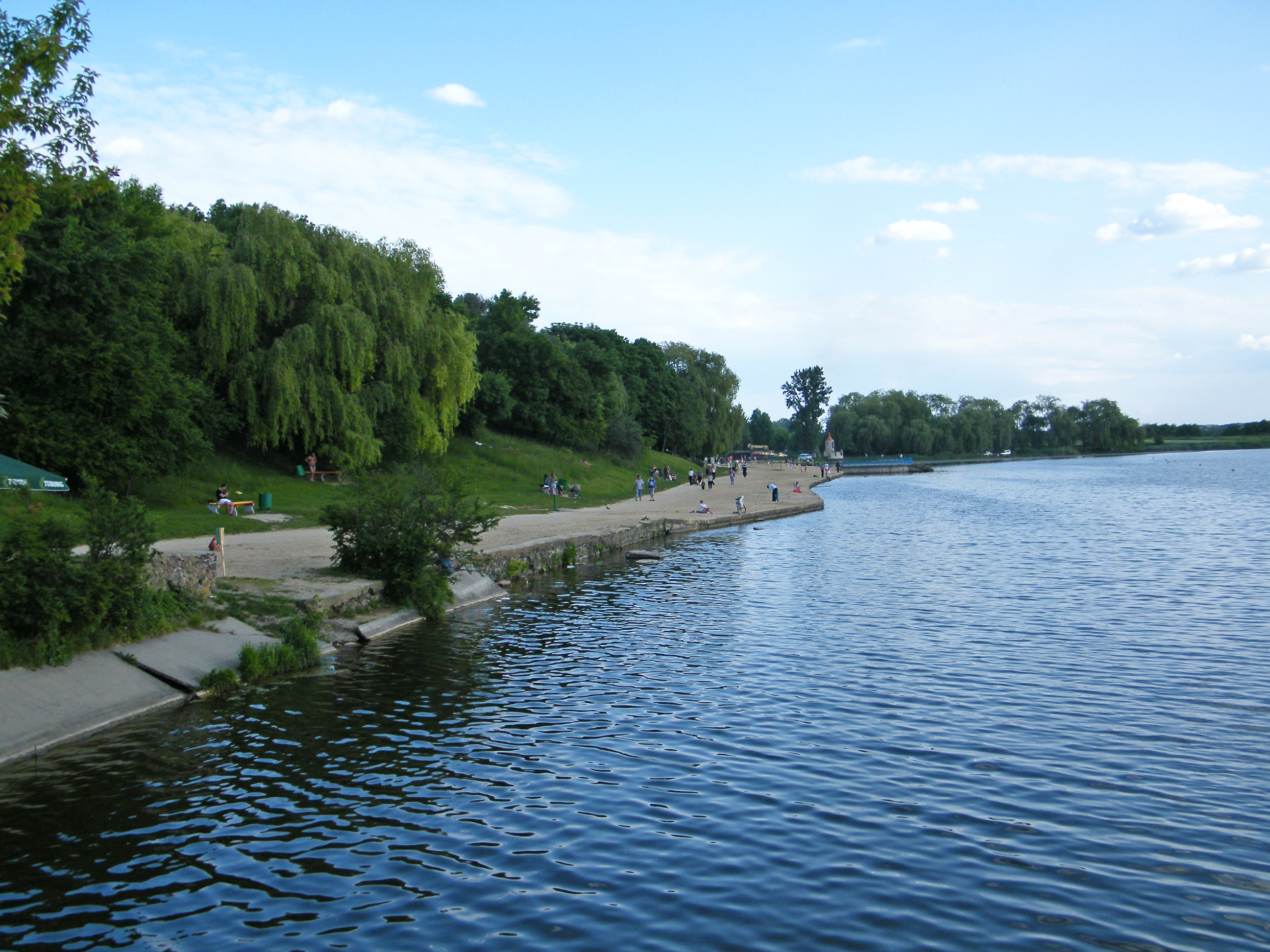
Озеро Басов Кут
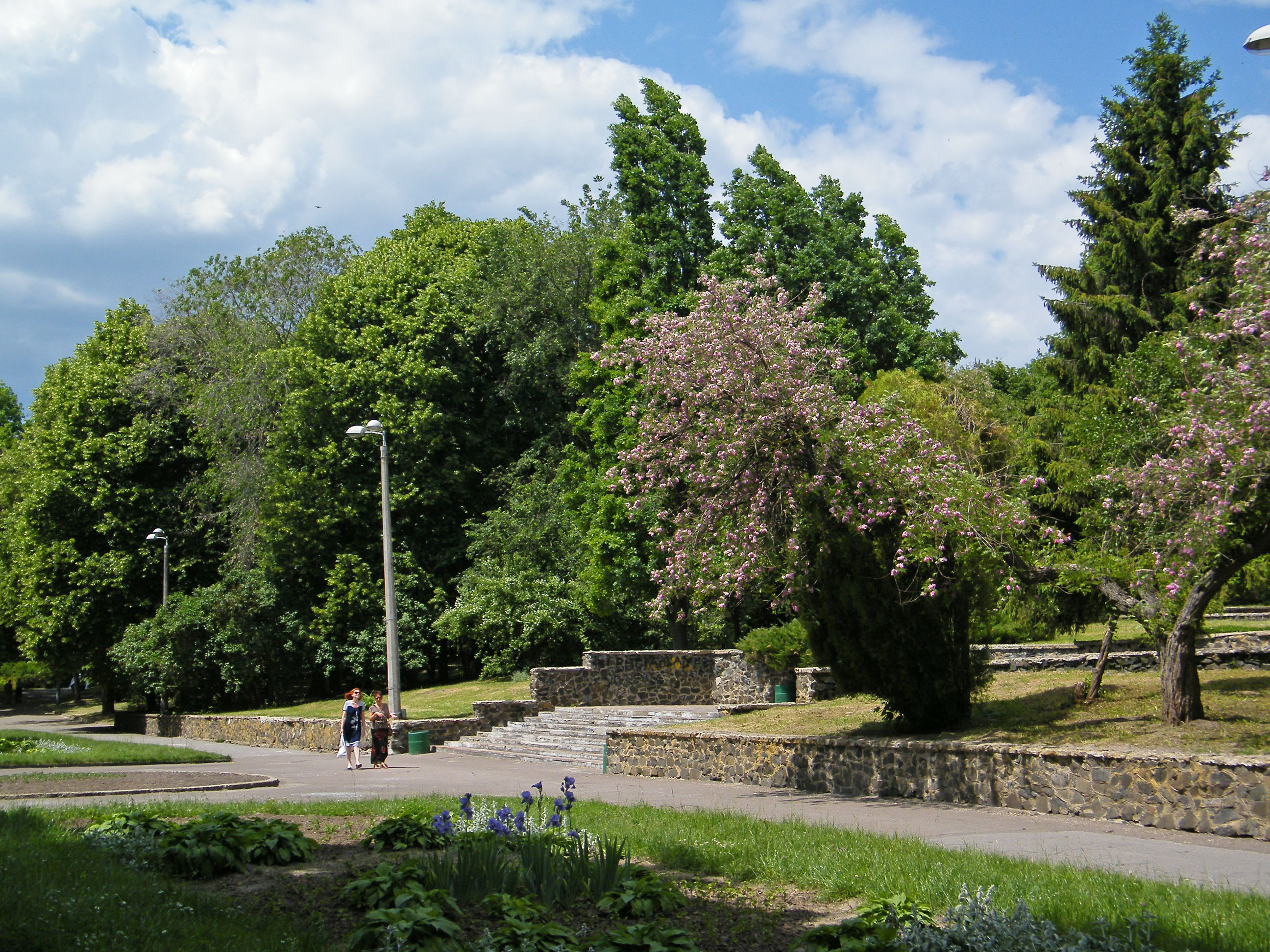
В парке Шевченко
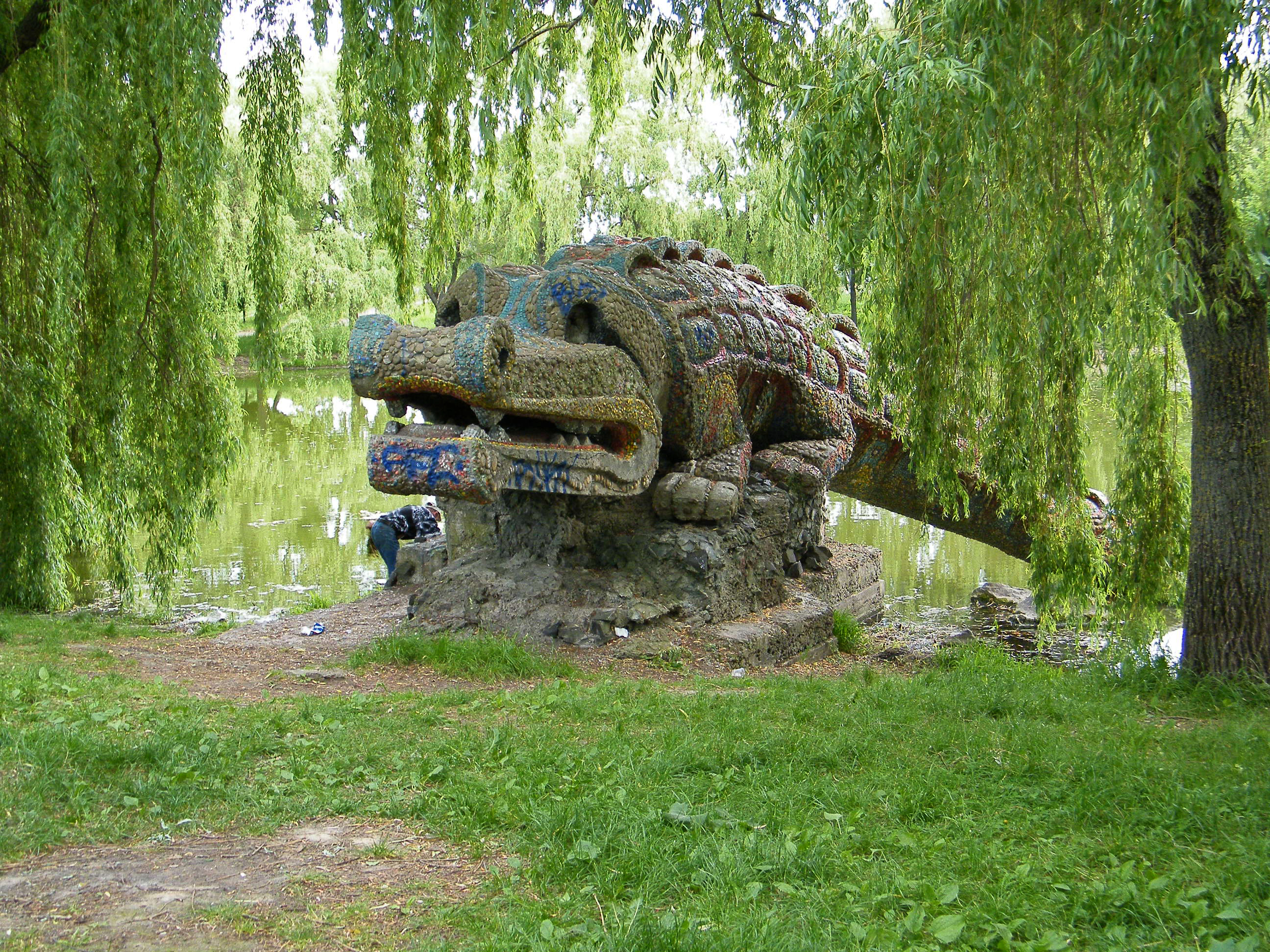
Берег Гидропарка

## Города-побратимы
- Видин, Болгария
- Гданьск, Польша (подписан «Протокол намерений о сотрудничестве»)
- Забже, Польша
- Зволен, Словакия
- Оберфихтах, Германия (подписан «Протокол намерений о сотрудничестве»)
- Люблин, Польша (подписан «Меморандум о сотрудничестве»)
- Кострома, Россия (с 1966 года по 25 февраля 2015[46])
- Пётркув-Трыбунальский, Польша
- Радомщанский повят, Польша
- Северодонецк, Украина
- Биржай, Литва[47]